# Patrick Journoud
Pour les articles homonymes, voir Journoud.
Patrick Journoud (né le 27 avril 1964 à Casablanca au Maroc - mort le 16 janvier 2015) est un athlète français, spécialiste du lancer du disque.

## Biographie
Médaillé de bronze des championnats d'Europe juniors de 1983, il améliore à deux reprises le record de France du lancer du disque, le portant à 62,36 m en 1987 et 63,02 m en 1988. Il est l'actuel détenteur du record de France junior avec 56,26 m. 
Il remporte trois titres nationaux consécutifs au lancer du disque en 1988, 1989 et 1990.
Il participe aux Jeux olympiques de 1988 mais ne franchit pas le cap des qualifications. En 1988, il remporte la médaille d'or des Jeux de la Francophonie.

### Palmarès
- Championnats de France d'athlétisme :
  - vainqueur du lancer du disque en 1988, 1989 et 1990.

### Records
| Épreuve          | Performance | Lieu    | Date            |
| ---------------- | ----------- | ------- | --------------- |
| Lancer du disque | 63,02 m     | Sorgues | 14 juillet 1988 |